# 亞歷山大·卡查哥夫
亞歷山大·卡查哥夫（俄语：Александр Анатольевич Кержаков，1982年11月27日—）是俄羅斯的一位足球主教练，運動員时期司職前鋒。他現在担任哈薩克超級足球聯賽球隊卡拉特的主教练。